# Drees & Sommer
Drees & Sommer ist ein international tätiges Beratungsunternehmen mit Hauptsitz in Deutschland. Das Unternehmen betreut Kunden aus den Bereichen Immobilien, Infrastruktur und Industrie an mehr als 70 Standorten weltweit. Dabei berät Drees & Sommer seine Kunden zu Bau- und Immobilienthemen und plant und setzt Projekte unterschiedlicher Art und Größe um. Das Beratungsunternehmen legt bei seinen Lösungen den Fokus auf Nachhaltigkeit und Digitalisierung.

## Profil
Geschäftsfelder sind beispielsweise die Bereiche Green Building, Green Development, Optimieren im Bestand und Cradle to Cradle jeweils von der Beratung über das Projektmanagement bis zur Zertifizierung und internationalen Green Building Labels. Ein weiterer Leistungsschwerpunkt liegt auf der professionellen Abwicklung von komplexen Großprojekten mit Unterstützung von Methoden wie Building Information Modeling und Lean Construction Management. Das Unternehmen betreute Großprojekte wie den Potsdamer Platz in Berlin, die Messe Stuttgart oder den 2015 fertiggestellten Bau 1 des Pharmakonzerns F. Hoffmann-La Roche in Basel.

## Unternehmensstruktur
Das Unternehmen ist eine partnergeführte Europäische Aktiengesellschaft (Societas Europaea, SE). Alle Aktien befinden sich im Besitz aktiver oder ehemaliger Führungskräfte, die sich um den Erfolg des Unternehmens besonders verdient gemacht haben. Dadurch ist das Unternehmen unabhängig von Dritten. Unter dem Dach der Drees & Sommer SE sind die einzelnen Standorte als eigenständige operative Einheiten organisiert. Der Vorstand wird aus drei aktiven Partnern gebildet.

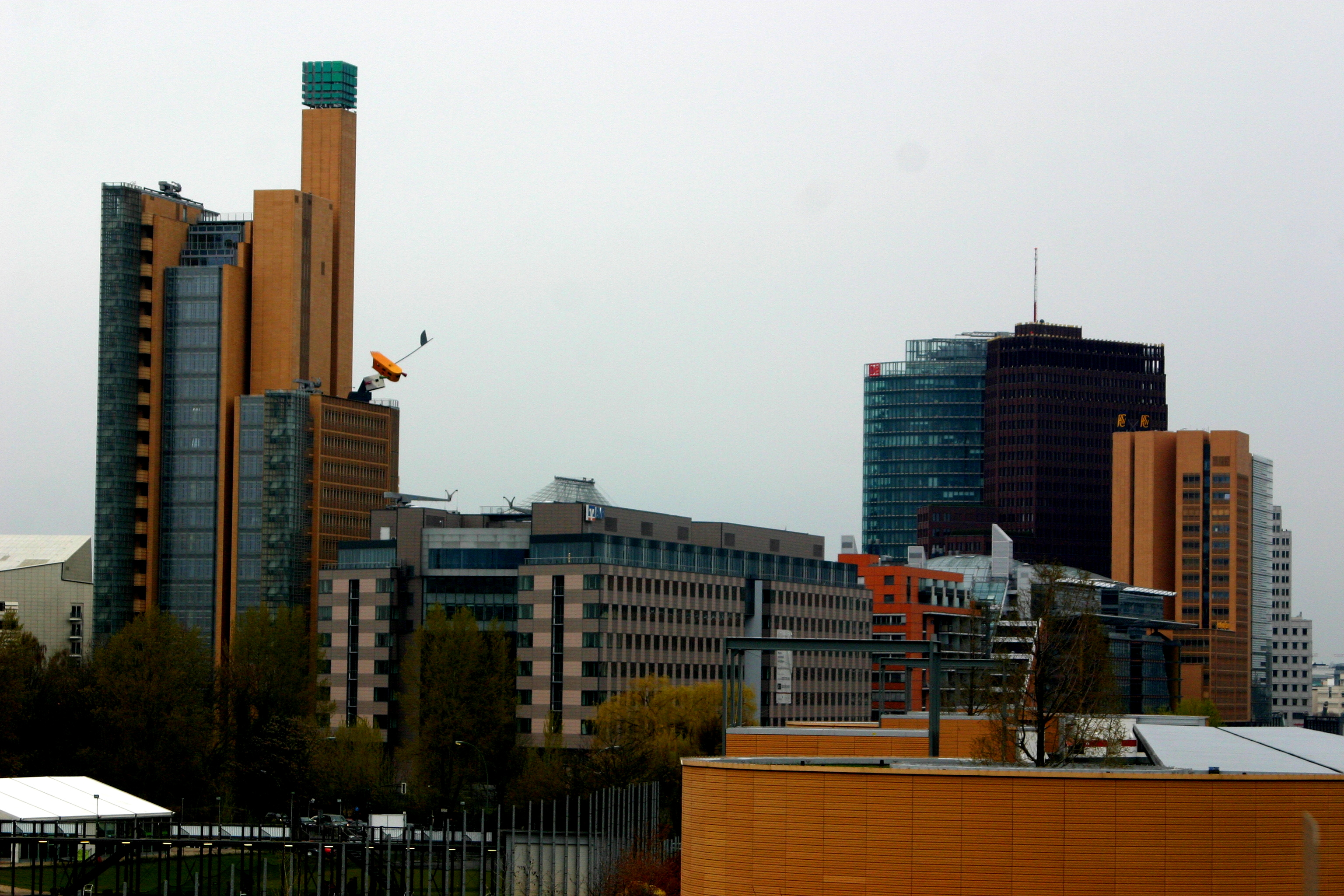
Potsdamer Platz

Neue Messe Stuttgart

## Geschichte
1970 gründeten Gerhard Drees, Professor der Universität Stuttgart und Volker Kuhne in Stuttgart das Ingenieurbüro Drees, Kuhne u. Partner, das sich auf Netzplantechnik, Fertigungsplanung, Betriebsorganisation und Bauberatungen spezialisierte. 1973 wurde Hans Sommer Partner, bald nahm das Büro den Namen Drees & Sommer an. Über die Jahre wuchs sowohl die Mitarbeiterzahl als auch die Anzahl der Standorte kontinuierlich. Anfang der 1980er-Jahre organisierte sich das Unternehmen im Partnermodell, um der ständig wachsenden Anzahl an Mitarbeitern und Standorten Rechnung zu tragen. So wurden einzelne Gesellschaften gegründet, die für eine bestimmte Anzahl an Mitarbeitern zuständig sind und sich eigenständig organisieren.
1991 wurde die Drees & Sommer-Aktiengesellschaft gegründet. Die Einzelgesellschaften sind nun unter einem Dach vereint. Firmenmitgründer Gerhard Drees wurde Aufsichtsratsvorsitzender, Hans Sommer Vorstandsvorsitzender. Im Jahr 2017 wurde die Drees & Sommer AG in eine SE umgewandelt.
Das Unternehmen war anfangs mit der Projektleitung von Stuttgart 21 betraut. Es erstellte dafür auch die Machbarkeitsstudie und wickelte das Vorprojekt ab. Ab 1996 war es an der Projektgesellschaft DBProjekt GmbH Stuttgart 21 mit einem Anteil von 10 Prozent beteiligt. Die Beteiligung wurde zum 1. August 2001 verkauft.
Seit Anfang 2023 ist Dr. Johannes Fritz Vorsitzender des Aufsichtsrats und löste damit Hans Sommer ab. Das Unternehmen wird von den Partnern, die zugleich Eigentümer des Unternehmens sind, geführt. Im Jahr 2025 feierte das Unternehmen sein 55-jähriges Bestehen. Aus dem Partnerkreis bilden Dierk Mutschler, Steffen Szeidl, Marc Schömbs den Vorstand.